# Освита
«Освита» (укр. Освіта — Просвещение), до 1991 года «Радянська школа» (с укр. — «Советская школа») — украинское издательство, созданное в декабре 1920 года в Киеве. Общий тираж издательства составил более 2,5 миллиардов экземпляров.

## История
Издательство «Радянська школа» было одним из центральных издательств в системе Госкомиздата СССР. Выпускало учебники, учебные пособия, научно-популярную, художественную, а также справочную литературу.
После обретения Украиной независимости переименовано в Государственное специализированное издательство «ОСВІТА». Основным направлением стало создание и выпуск оригинальных национальных учебников. С 1995 года издательство «ОСВІТА» представляет Украину в Панъевропейском клубе издателей учебной литературы PEP-CLUB.